# فلورانس گیران
فلورانس گیران (فرانسوی: Florence Guérin‎؛ زادهٔ ۱۲ ژوئن ۱۹۶۵) بازیگر اهل فرانسه است.
وی اهل نیس است و در سال ۱۹۸۰ برنده مسابقه «میس سینما» در جشنواره فیلم کن شد. او بازیگری را از اوایل دهه هشتاد آغاز کرد و با فیلم تباهی در سال ۱۹۸۶ به شهرت بین‌المللی رسید. از آن پس، تا اوایل دهه نود، در ایتالیا نیز اغلب به ایفای نقش پرداخت؛ از جمله حضورش در فیلم مدرسه دزدها - بخش دوم (۱۹۸۷) به کارگردانی نری پارنتی، با بازی پائولو ویلاجیو و ماسیمو بولدی.
در ۳۱ مه ۱۹۹۸، در یک تصادف رانندگی که توسط یک راننده مست رخ داد، تنها فرزندش، نیکولا، در سن ۵ سالگی جان خود را از دست داد؛ او خود نیز در پی این حادثه برای مدتی طولانی در کما بود و چندین عمل جراحی انجام داد. در سال ۲۰۰۰ تصمیم گرفت با نام مستعار فلورانس نیکولا به بازیگری در مجموعه‌های تلویزیونی بازگردد.
از فیلم‌ها یا برنامه‌های تلویزیونی که وی در آنها نقش داشته‌است، می‌توان به بی‌چهره، جشن غیرمنتظره، دختران بد، زیبایی زنان و دانونزیو اشاره کرد.